# Shehehiyanou
Shehehiyanou est une bénédiction (en hébreu: ברכת שהחיינו, "Qui nous a donné vie), exprimant la gratitude envers Dieu. Cette prière juive est mentionnée dans le Talmud. Elle est dite pour une occasion rare ou une nouveauté, comme une fête, un nouveau fruit, un nouvel habit, etc.